# يعيش بن إبراهيم الأموي
أبو عبد الله يعيش بن إبراهيم بن يوسف بن سماك الأموي الأندلسي (توفي بعد 772 هـ/بعد 1370 م) هو رياضياتي أندلسي عاش في القرن الثامن الهجري، الموافق للقرن الرابع عشر الميلادي.

## من مؤلفاته
- رفع الإشكال في مساحة الأشكال
- علم القبان
- مواسم الانتساب في علم الحساب
- المواهب الربانية في الأسرار الروحانية: في علم الوفق
- لوامع التعريف في مطالع التصريف".[3]